# Isn't Life Terrible
Isn't Life Terrible è un film del 1925, diretto da Leo McCarey con Charley Chase.

## Trama
Charley è tormentato dal fallimento e dal cognato, che è allergico al lavoro. Sua moglie scopre che una compagnia di penne dà una crociera gratis a chi vende più penne. Charley accetta e vince e parte con la famiglia ma lasciano la loro figlia per sbaglio fuori dalla nave e prendono al suo posto un bambino di colore. La nave è molto malridotta e attracca non si sa come. Non essendo il cognato di Charley vaccinato pare che debbano tornare a casa e quest'ultimo ci si infuria. Dopo che la loro figlia li ha raggiunti Charley esulta perché suo cognato viene abbattuto per essersi rotto una gamba.